# Лавовий фонтан

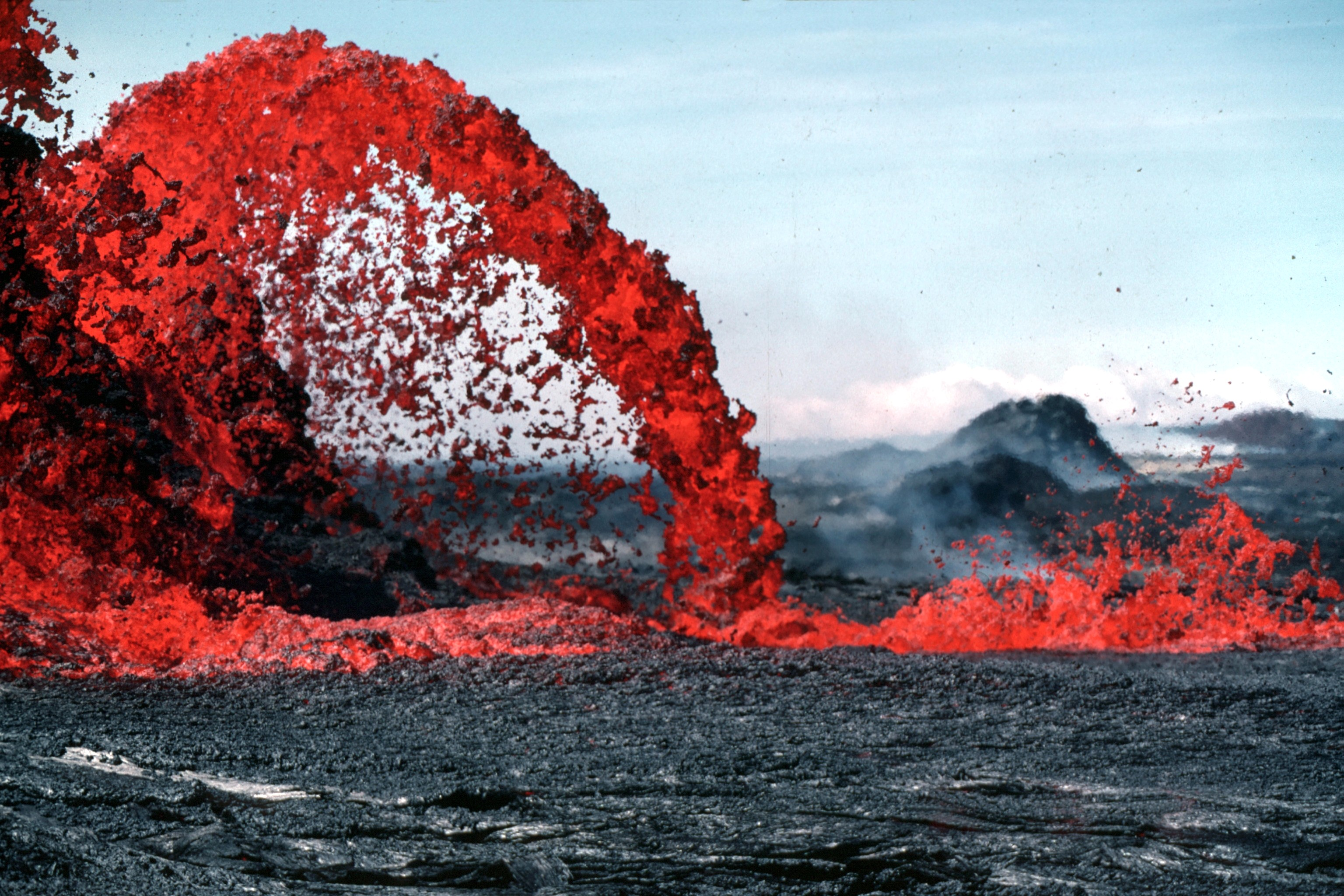
10-метровий фонтан лави, Гаваї, США.

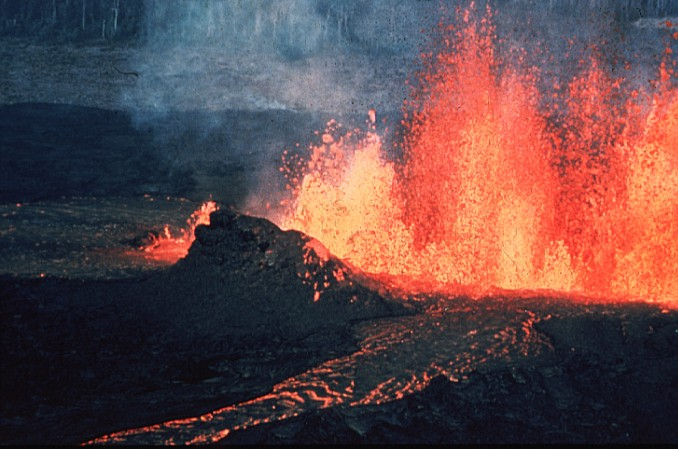
Виверження вулкана. Лавовий фонтан.

Лавовий фонтан — форма виверження лави під великим тиском. Висота фонтану може досягати десятків і більше метрів.
Фонтани лави вулкану Кілауеа у 1959 році злітали на висоту 600 м.